# Cheilanthes velutina
Cheilanthes velutina là một loài dương xỉ trong họ Pteridaceae. Loài này được Tardieu & C. Chr. Fraser-Jenk. mô tả khoa học đầu tiên năm 1997.